# Maulbronn

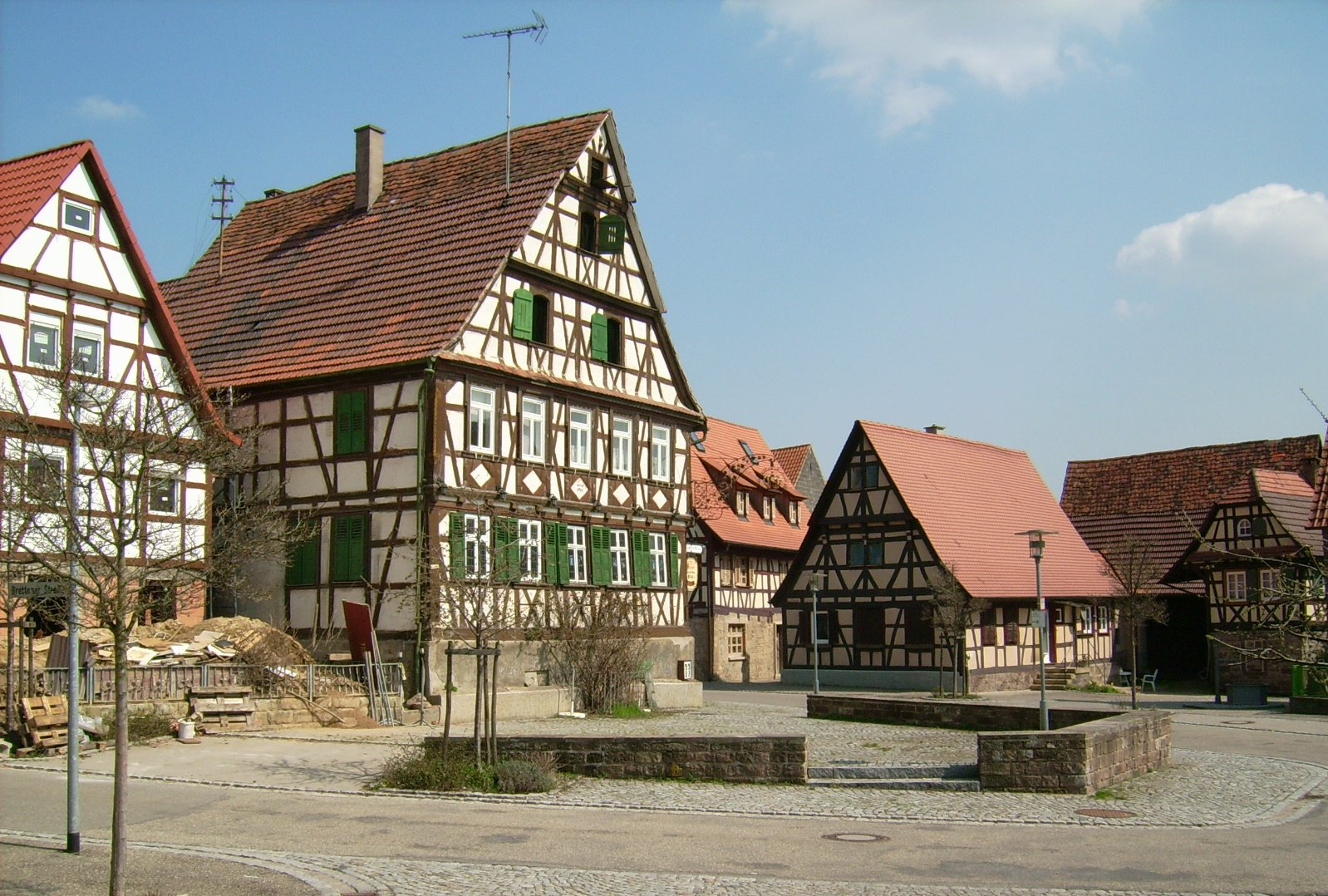
Plaza del ayuntamiento.

Maulbronn (pronunciación en alemán: /ˌmaʊ̯lˈbʁɔn/ⓘ) es una ciudad alemana situada en el land de Baden-Württemberg y perteneciente al distrito de Enz, que contaba con 6.624 habitantes a 31 de diciembre de 2009.
Se fundó en 1838 sobre un antiguo monasterio, convirtiéndose de modo oficial en ciudad alemana en 1886, manteniendo su estatus de centro administrativo hasta 1938. Tras la Segunda Guerra Mundial regresaron bastantes de los habitantes desplazados por la misma.
El monasterio de Maulbronn en el que transcurre parte de trama de la novela de Hermann Hesse titulada Bajo las ruedas  es de los primeros monasterios cistercienses y en 1993 fue declarado como Patrimonio de la Humanidad por la Unesco.
La leyenda afirma que el asentamiento fue fundado por un grupo de monjes que seguían a una mula en busca de un valle que dispusiese de una fuente con agua limpia, cuando llegaron se encontraron también con grandes reservas de piedra arenisca blanda que podría emplearse para construir. Los monjes construyeron la abadía construida original y erigieron una fuente en honor a la mula. El nombre de la ciudad, Maulbronn, significa en alemán «fuente de la mula».
También se afirma que los monjes de Maulbronn inventaron el plato de pasta llamado Maultasche.

## Ciudades hermanadas
La ciudad de Maulbronn está hermanada con:
- Valdahon, Francia